# Pedja Krstin
 Pedja Krstin  (nacido el 3 de septiembre de 1994) es un tenista profesional serbio, nacido en la ciudad de Mokrin, Serbia.

## Carrera
Su mejor ranking individual es el N.º 159 alcanzado el 9 de mayo de 2016, mientras que en dobles logró la posición 554 el 10 de agosto de 2015.
No ha logrado hasta el momento títulos de la categoría ATP ni de la ATP Challenger Tour, aunque sí ha obtenido varios títulos Futures tanto en individuales como en dobles.